# David Eddings
David Carroll Eddings (Spokane (Washington), 7 juli 1931 – Carson City, Nevada, 2 juni 2009) was een Amerikaans schrijver.
David Eddings had na zijn studie Engels een carrière bij het Amerikaanse leger en Boeing, waarna hij na enige tijd winkelbediende te zijn geweest leraar Engels werd.
Hoewel zijn eerste roman al in 1973 verscheen, volgde zijn doorbraak pas toen hij met zijn Kronieken van Belgarion overstapte naar het fantasygenre.
Sinds 1995 (Belgarath de tovenaar) stonden er twee namen als auteur op de omslag van zijn boeken. De tweede naam is van zijn vrouw Leigh Eddings, die volgens hem altijd al medeauteur is geweest van zijn boeken.

### De kronieken van Belgarion
1. De voorspelling (1982)
2. De magische koningin (1982)
3. Tovenaarsgambiet (1983)
4. Het lied van de Orbus (1984)
5. Eindspel (1984)

### De kronieken van Mallorea
1. Wachters van het Westen (1987), later Beschermheren van het Westen
2. Koning van de Murgos (1988)
3. De demonenheer van Karanda (1988)
4. De tovenares van Darshiva (1989)
5. De zieneres van Kell (1991)

### Het elenium
1. De Diamanten Troon (1989)
2. De Robijnridder (1990)
3. De Saffieren Roos (1991)

### De Tamuli
1. Koepels van vuur (1992)
2. De duistere gloed (1993)
3. De verborgen stad (1994)

### Belgarath de Tovenaar
1. De volgelingen (1995)
2. Polgara (1995)

### Polgara de tovenares
1. Koningin van het lot (1997)
2. Vrouwe van de strijd (1997)

De wereld van Riva. De sleutel tot de series Belgarion, Mallorea, Belgarath en Polgara (1998)

### De kronieken van de eerste ijstijd
1. De verlossing van Althalus (2000)
2. In dienst van de godin (2000)

### De dromers
1. Het eiland Thurn (2003)
2. De gekoesterde (2004)
3. De kristallen kloof (2005)
4. Jonge Goden (2007)

- Biblioteca Nacional de España: XX1085101
- Bibliothèque nationale de France: cb12169001c (data)
- CiNii: DA05214624
- Gemeinsame Normdatei: 129035998
- International Standard Name Identifier: 0000 0001 2284 1773
- Library of Congress Control Number: n82075661
- MusicBrainz: dc1a6141-a18f-44a7-bb45-38f3bf7b4b40
- Bibliotheek van het Japanse parlement: 00465974
- Nationale Bibliotheek van Tsjechië: jn19992000189
- Nationale Bibliotheek van Israël: 987007282811005171
- Nationale Bibliotheek van Polen: a0000001152697
- Nederlandse Thesaurus van Auteursnamen: 07063288X
- SNAC: w62840z8
- Système universitaire de documentation: 030229766
- Virtual International Authority File: 111612308
- WorldCat: E39PBJfRCjdCvhX9vb8TJck7HC